# 3C58
3C 58或3C58是在銀河系中的脈衝星（正式名稱為PSR J0205+6449）和超新星殘骸（脈衝星風雲），有人認為它可能與1181年的超新星SN 1181有關。然而，有跡象表明它已經有幾千年的歷史，因此與那顆超新星無關。該天體最早列在劍橋大學電波星表第三版，序號為58。
這顆脈衝星以其非常高的冷卻速率而引人注目，而中子星形成的標準理論無法解釋這一點。據推測，恆星內部的極端條件會導致高微中子通量，從而帶走能量，冷卻恆星。3C 58已經被提出可能是夸克星。
它位於閣道二（仙后座ε）東北方 2°，估計距離約10,000光年。它的轉週期為65.7ms，因此它屬於毫秒脈衝星。

## 外部連結
- 维基共享资源上的相關多媒體資源：3C58
- Article about 3C58（页面存档备份，存于）
- What is known about 3C 58
- Image from Aladin（页面存档备份，存于）